# Restauratierijtuig

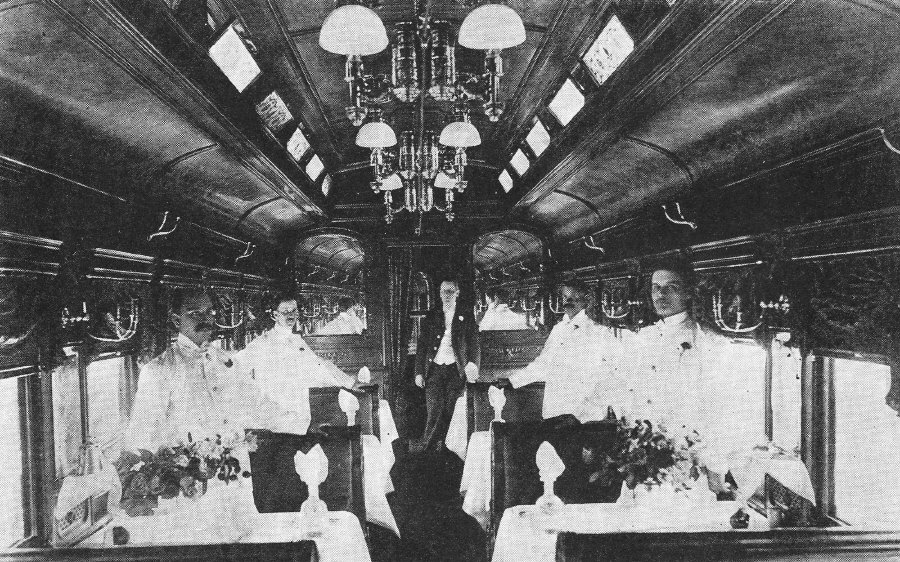
Een restauratierijtuig van de Royal Blue in 1895

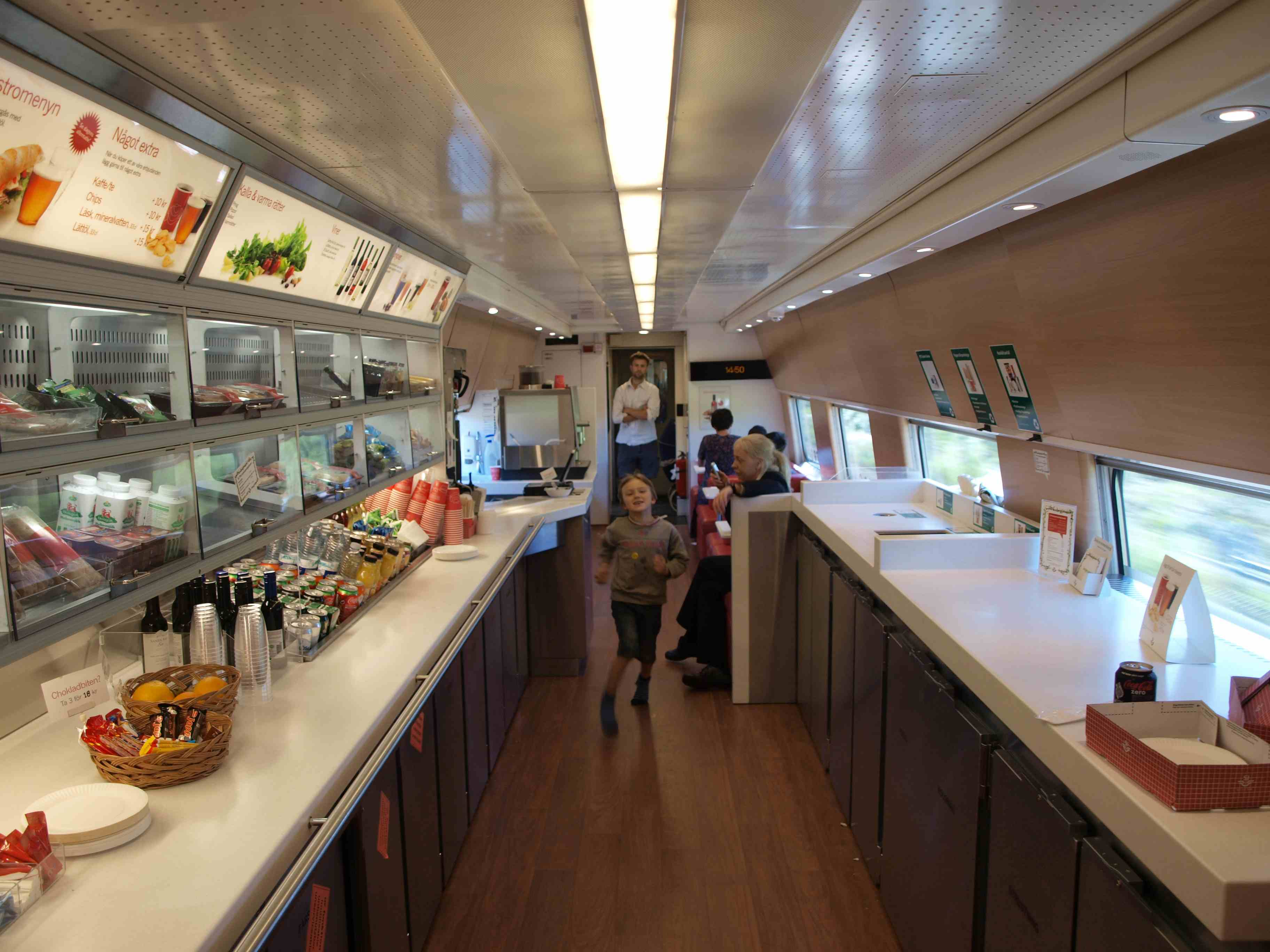
Een modern restauratierijtuig met zelfbediening in een Zweedse SJ X2

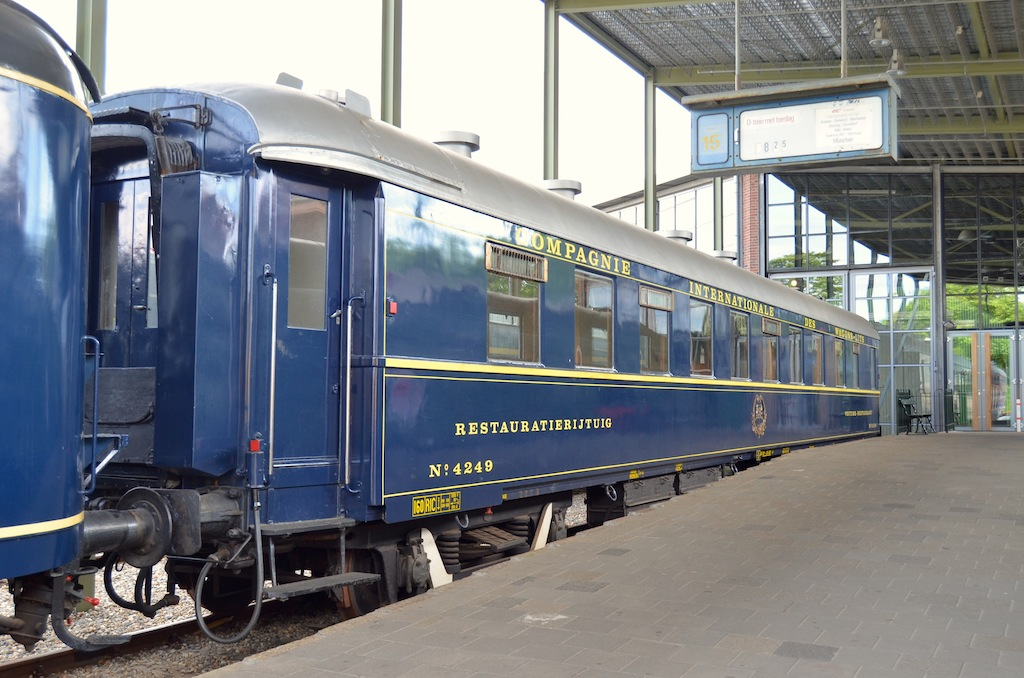
Restauratierijtuig CIWL 4249 in het Nederlands Spoorwegmuseum.

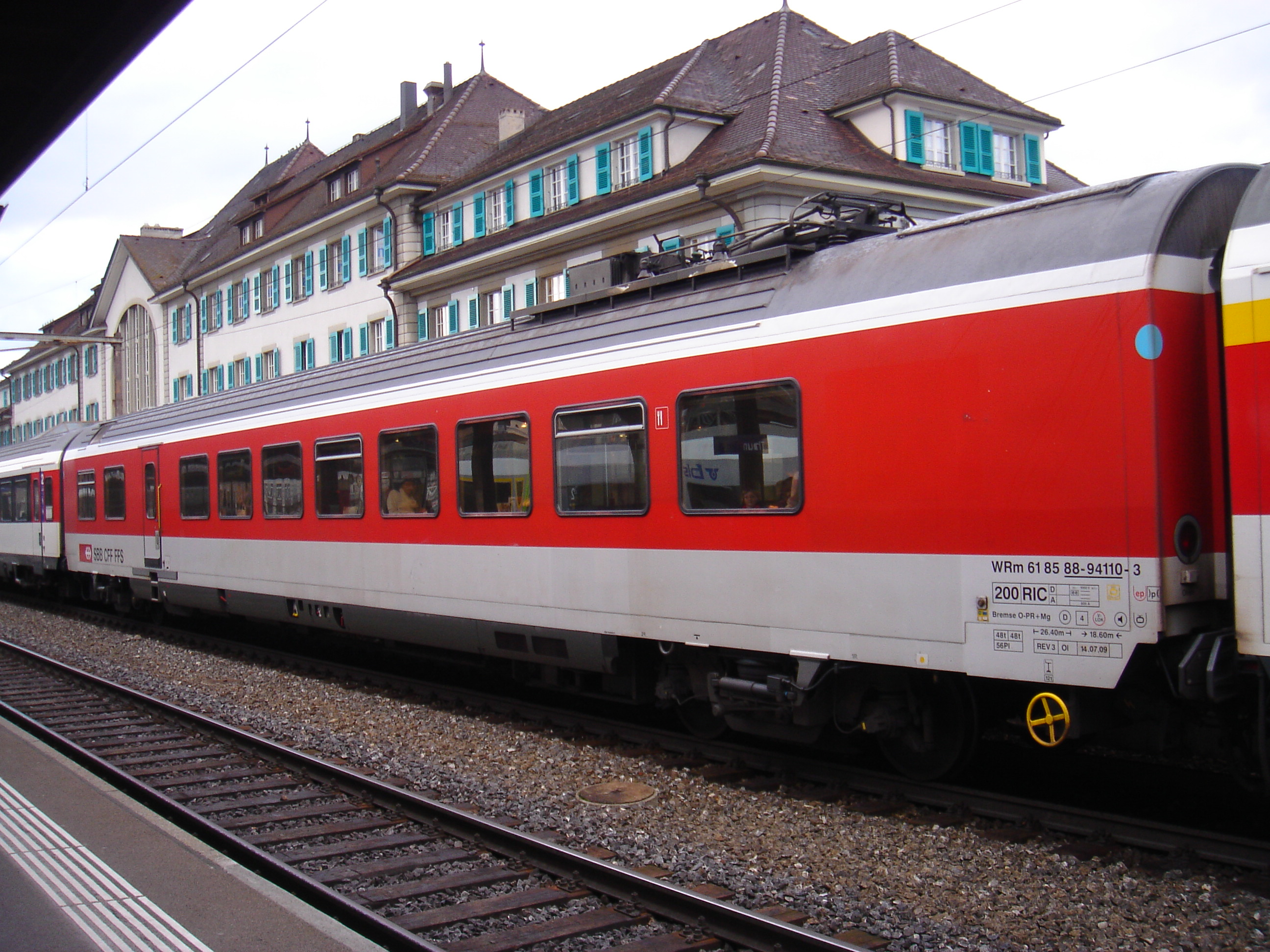
Tijdens de reis zorgt de locomotief voor de stroomvoorziening van de keuken, maar sommige restauratierijtuigen hebben een eigen stroomafnemer, die wordt gebruikt als de trein gecombineerd of gesplitst wordt en er tijdelijk geen locomotief aangekoppeld is.

Een restauratierijtuig is een spoorwegrijtuig van een passagierstrein dat is ingericht om te dienen als eetgelegenheid. 
De rijtuigen bevatten onder andere een balie om het eten te bestellen of af te halen, en stoelen en tafels om aan te eten. Restauratierijtuigen vindt men vooral in treinen bedoeld voor lange reizen van een of meer dagen. Op kortere trajecten is er soms een buffetafdeling waar dranken en snacks worden geserveerd. De keuken waar het eten bereid wordt kan zich ook in dit rijtuig bevinden, maar kan ook in een aangrenzend rijtuig zijn ondergebracht. In de Verenigde Staten rijden dubbeldeksrestauratierijtuigen met de keuken op het benedendek en de eetzaal boven. Ook is het mogelijk dat slechts een gedeelte van een rijtuig als restauratie dient. Er zijn ook dagtreinen waarin wel een keuken is maar geen restauratie. De reizigers krijgen de maaltijd op hun eigen zitplaats geserveerd. Dit zijn doorgaans vrij korte treinen.
Voordat restauratierijtuigen hun intrede deden waren treinreizigers voor warme maaltijden onderweg vaak aangewezen op eetgelegenheden bij de stations of bevoorradingsplaatsen. De kwaliteit van het eten was daar vaak niet erg hoog.
Mede hierom begonnen midden jaren tachtig van de 19e eeuw steeds meer spoorwegmaatschappijen bij lange reizen zelf maaltijden aan te bieden. In de Verenigde Staten heeft onder andere de komst van de Transcontinental Railroad bijgedragen aan de invoering van restauratierijtuigen. Naarmate de concurrentie tussen spoorwegmaatschappijen heviger werd, werd het principe van restauratierijtuigen steeds verder uitgewerkt. Zo kwamen er onder andere restauratierijtuigen met privé-coupés.
Restauratierijtuigen bestaan vandaag de dag in verschillende uitvoeringen, van luxueuze restauratierijtuigen tot restauraties op basis van zelfbediening. Hoewel ze minder vaak voorkomen in treinen dan voorheen, spelen restauratierijtuigen bij lange treinreizen vaak nog een belangrijke rol.
Ook bij tramlijnen kwamen restauratierijtuigen voor. Zo kende de Tramlijn Amsterdam - Zandvoort in 1911 een restauratierijtuig. Bij de Rheinbahn in Düsseldorf reden tot 23 december 2014 op de Stadtbahnlijn naar Krefeld nog trams met een restauratieafdeling. Hierbij was in de dienstregeling aangegeven welke ritten er met een bediende bistroafdeling werden gereden.